# Martiherrero
Martiherrero – gmina w Hiszpanii, w prowincji Ávila, w Kastylii i León, o powierzchni 23 km². W 2011 roku gmina liczyła 300 mieszkańców.